# Karel Miljon
Karel Miljon (n. 17 septembrie 1903, Amsterdam, Țările de Jos – d. 8 februarie 1984, Bennebroek, Olanda de Nord, Țările de Jos) a fost un boxer neerlandez, medaliat olimpic. A participat la 2 ediții ale Jocurilor Olimpice (1924, 1928) în care a câștigat o medalie de bronz.